# Bobrinskij

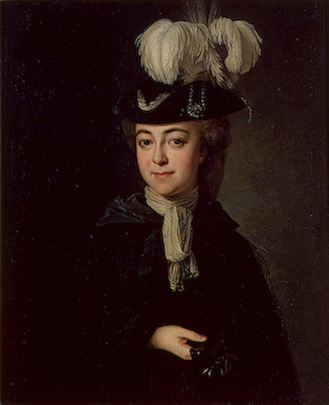
Aleksej, primo conte Bobrinskij

I Conti Bobrinskij o Bobrinskoj (Бобринские) sono una famiglia nobile russa discendente dal Aleksej Grigor'evič Bobrinskij, figlio naturale della zarina Caterina II di Russia e del suo amante, il conte Grigorij Grigor'evič Orlov.

## Storia

### Il primo conte
L'imperatrice Caterina II di Russia diede alla luce il proprio secondo figlio illegittimo con il conte Orlov (la prima figlia, Elisabetta, nacque l'anno precedente) l'11 aprile 1762, alcuni mesi prima di ascendere al trono col titolo di zarina. Il bambino ebbe nome di Aleksej dallo zio e padrino, il conte Aleksej Orlov. Sin dalla sua nascita il piccolo venne cresciuto al villaggio di Bobriki, nella Gubernija di Tula. Il 2 aprile 1781 fu la stessa Caterina ad inviargli una lettera nella quale apertamente dichiarava a lui di essere sua madre ma, non potendo riconoscergli il cognome di Orlov né tanto meno quello di Romanov, scelse di chiamarlo Bobrinskij, un cognome derivato dal suo luogo di crescita. Al suo quinto giorno di regno, lo zar Paolo I lo rese poi conte e lo promosse Maggiore Generale come segno della sua rinnovata stima e parentela. Egli sposò la baronessa Anna Dorotea di Ungern-Sternberg (1769-1846) e la coppia ebbe una discendenza che prosegue sino ai nostri giorni. Il primo conte Bobrinskij morì il 20 giugno 1813 nella sua residenza di Bogorodick.

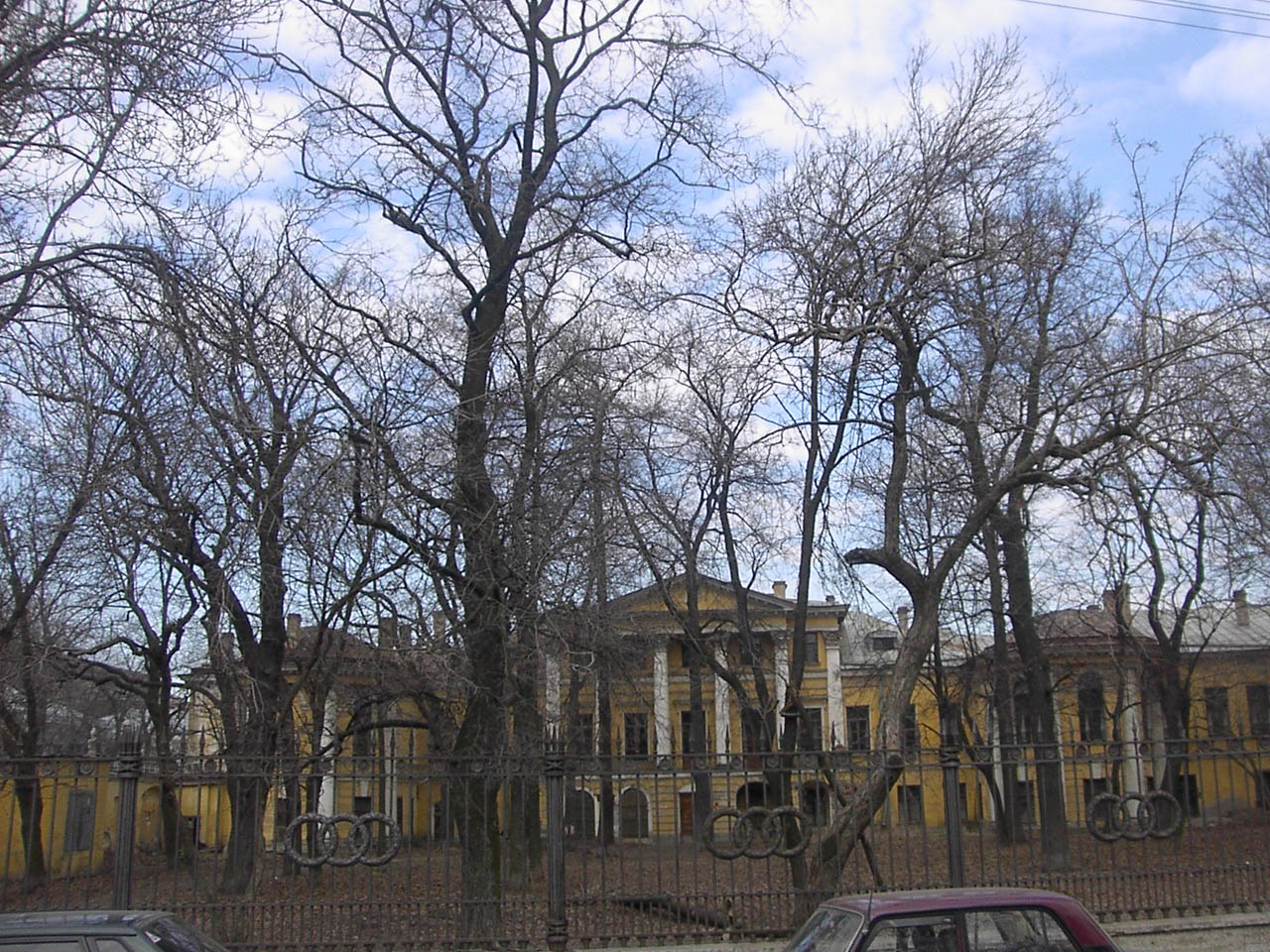
Il Palazzo Bobrinskij lungo la Mojka

La residenza della famiglia Bobrinskij a Bogorodick venne disegnata dall'architetto russo Ivan Starov e costruita dal 1773 per poi concludersi nel decennio successivo con il completamento della vicina chiesa di Kazanskaja, completata nel 1778. Il parco venne invece disegnato da Andrej Bolotov (1738-1833), il quale è meglio conosciuto però per essere stato uno dei primi economisti moderni della Russia. All'epoca della Rivoluzione russa, il palazzo subì notevoli danni ad opera dei bolscevichi che demolirono le ali laterali del palazzo nel 1929 ed altri danni pervennero ad opera della Wehrmacht che nel dicembre del 1941 diede alle fiamme il corpo centrale. Il palazzo venne restaurato negli anni sessanta del XX secolo ed attualmente è un museo.

### La famiglia Bobrinskij nelbusiness
Il figlio di Aleksej, il conte Aleksej Alekseevič Bobrinskij (1800-1868) è ricordato principalmente per essere stato il fondatore della prima azienda produttrice di zucchero dell'Impero di Russia. Dopo una breve carriera alla corte reale, senza particolari successi, egli si ritirò dal servizio attivo e si stabilì a Bogorodick, addossando al palazzo la prima azienda del settore. Successivamente egli spostò i propri traffici in Ucraina ove impiantò anche molte altre attività agriculturali che aumentarono significativamente le finanze famigliari e fu del resto grazie a lui che la Russia poté cessare di importare lo zucchero dall'estero. Egli pubblicò inoltre un trattato sulla teoria economica ed avviò una società per lo sviluppo delle ferrovie in Russia, finanziando tra le altre cose la costruzione del primo tratto di strada ferrata in madrepatria. Ancora oggi una statua in suo onore si trova nel centro di Kiev.
A differenza della maggior parte dei nobili russi, i Bobrinskij continuarono ad essere una dinastia prospera e ricca anche dopo l'emancipazione dei servi della gleba nel 1861, iniziando l'estrazione mineraria di carbone nei pressi della loro residenza. Tra le altre cose, il figlio secondogenito di Aleksej Alekseevič, il conte Vladimir Alekseevič Bobrinskij (1824-98) divenne Ministro dei Trasporti dell'Impero di Russia dal 1868 al 1871, succedendo in tale carica al cugino, il conte Aleksej Pavlovič Bobrinskij (1826-1894).

### Gli interessi nella politica
Il pronipote del primo insignito fu il conte Aleksej Aleksandrovič Bobrinskij (1852-1927), che resse il consiglio nazionale degli aristocratici a partire dal 1906 e rappresentò l'aristocrazia alla terza Duma. Egli venne nominato Consigliere di Stato nel 1912 e durante la prima guerra mondiale venne eletto quale membro del consiglio della Banca anglo-russa. Nel 1916 venne nominato Ministro deputato agli Interni e Ministro dell'Agricoltura. La Rivoluzione d'ottobre lo costrinse a migrare in Francia ove continuò attivamente una campagna monarchista.
Il conte Vladimir Alekseevič Bobrinskij (1868-1927), figlio terzogenito del conte Aleksej Pavlovič, rappresentò invece i nazionalisti russi durante la seconda, la terza e la quarta Duma, sostenendo la causa della russificazione delle regioni di confine e supportanto le riforme di Stolypin. Dopo la rivoluzione fu costretto a emigrare in Francia con il resto della famiglia.

### L'impegno nelle scienze
Oltre alla politica, il conte Aleksej Aleksandrovič fu un noto storico e archeologo, membro della Commissione Archeologica Imperiale (1886), Vicepresidente dell'Accademia Imperiale delle Arti (1889) e membro della Libera Società Economica (1894). Egli guidò inoltre personalmente gli scavi relativi alla civiltà scita presso Kerč' e Kiev (1905), ritrovando importanti opere come il Tesoro di Pereščepina e scavando le rovine della città di Cherson in Crimea.
Il nipote di Vladimir (figlio del fratello) il conte Nikolaj Alekseevič Bobrinskij (1890-1964) si specializzò in biologia. A differenza della maggior parte dei suoi parenti, egli scelse di rimanere a Mosca anche dopo la rivoluzione divenendo uno dei principali zoologi sovietici del XX secolo, al punto da dare il nome ad una specie di topo delle piramidi. Suo figlio Nikolaj Nikolaevič, geografo, fu scrittore di opere relative alla sua famiglia e morì a Mosca nel 2000.